# Окерлунд, Тотте
Э́рик «То́тте» О́керлунд (швед. Erik «Totte» Åkerlund; 6 ноября 1915, Стокгольм — 16 марта 2009, Стокгольм) — шведский кёрлингист и спортивный функционер.
В составе мужской сборной Швеции по кёрлингу участник и серебряный призёр чемпионата мира 1967. Четырёхкратный чемпион Швеции среди мужчин.
Играл в основном на позициях третьего и второго.
В 1966 введён в Зал славы шведского кёрлинга (швед. Stora Curlare).
Как спортивный функционер в 1953—1970 был членом управляющего совета Ассоциации кёрлинга Швеции, в 1963—1966 вице-президентом и в 1970—1972 президентом Ассоциации. Также как спортивный активист и организатор принимал участие в развитии в Швеции сквоша (в 1946 был сооснователем первого в Швеции сквош-клуба Stockholms Squashklubb; принимал участие в международных матчах по сквошу, в числе прочего против команд Англии и Дании, выиграл неофициальный чемпионат Швеции (дивизион Б) в 1943. Занимался также гольфом.

## Достижения
- Чемпионат мира по кёрлингу среди мужчин: серебро (1967).
- Чемпионат Швеции по кёрлингу среди мужчин: золото (1947, 1951, 1959, 1967).

## Команды
| Сезон   | Четвёртый        | Третий         | Второй           | Первый         | Турниры            |
| ------- | ---------------- | -------------- | ---------------- | -------------- | ------------------ |
| 1946—47 | Bertel Skiöld    | Эрик Окерлунд  | Olle Hammarström | Arthur Ballin  | ЧШМ 1947           |
| 1950—51 | Bertel Skiöld    | Тотте Окерлунд | Olle Hammarström | Arthur Ballin  | ЧШМ 1951           |
| 1958—59 | Per Eric Nilsson | Свен Эклунд    | Тотте Окерлунд   | Lars Ryberg    | ЧШМ 1959           |
| 1966—67 | Боб Вудс         | Тотте Окерлунд | Бенгт аф Клен    | Уве Сёдерстрём | ЧШМ 1967 · ЧМ 1967 |

(скипы выделены полужирным шрифтом)

## Частная жизнь
Из семьи кёрлингистов: его отец Эрик (швед. Erik Åkerlund) был четырёхкратным чемпионом Швеции среди мужчин в 1920—1930-х годах; его дядя (брат отца) Руне (швед. Rune Åkerlund) был чемпионом Швеции среди мужчин в 1932.